# Hunza (stato principesco)
Hunza (urdu: ہنزہ) fu uno stato principesco situato nella parte più settentrionale dei Territori del Nord del Pakistan, esistito fino al 1974. Lo Stato confinava con il distretto di Gilgit a sud, il precedente stato principesco di Nagar a est, il Turkestan cinese a nord e l'Afghanistan a nord-ovest. La capitale dello Stato era la cittadina di Baltit (anche nota come Karimabad). L'area di Hunza adesso forma il tehsil di Aliabad situato nel distretto di Hunza.

## Storia
Hunza fu un principato indipendente per circa 900 anni. I britannici ottennero il controllo di Hunza e della vicina valle di Nagar dopo la campagna di Hunza-Naga nel 1891, poiché i britannici sospettavano i russi coinvolti "con i governatori dei piccoli stati al confine settentrionale del Kashmir;". Il tham (capo/mir) degli hunza fuggì in Cina. I britannici mantennero lo Stato hunza come 'stato principesco' fino al 1947. Secondo quanto riportato da Habib R. Sulemani, il popolo degli hunza era stato governato da un mir locale per più di 900 anni, che si estinse nel 1974.
Sebbene mai governato direttamente dal vicino Kashmir, Hunza ne era suo vassallo dal tempo di Ranbir Singh, maharaja di Jammu e Kashmir. I mir di Hunza mandavano un tributo annuale al durbar di Kashmir fino al 1947, e insieme al governatorato di Nagar, veniva considerato tra i più fedeli vassalli del maharaja di Kashmir. Secondo Emma Nicholson "tutte le attestazioni indicano il fatto che Gilgit e la regione di Baltistan fossero parti costituenti di Jammu e Kashmir dal 1877" e rimasero sotto la sovranità del suo maharaja di questo dominio principesco fino alla data di accesso “nella sua interezza al nuovo Dominio di India” il 26 ottobre 1947.

### Annessione al Pakistan
Il 3 novembre 1947, il governatore, Mohammad Jamal Khan spedì un telegramma a Mohammad Ali Jinnah, nel quale consentiva l'adesione del suo Stato al Pakistan:
Sono felice di dichiarare che sia io che il mio stato siamo favorevoli ad accedere al Pakistan

## Governo

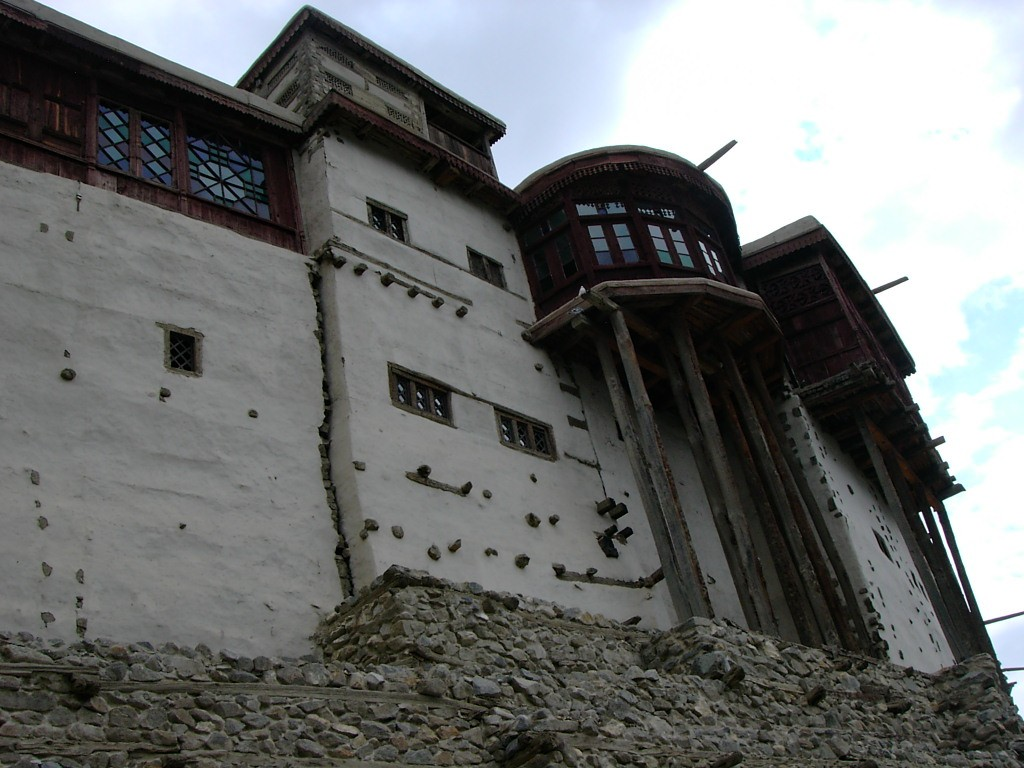
La precedente residenza dei mir di Hunza

Lo Stato era governato da regnanti ereditari che portavano il titolo di Mir (governatore) ed erano assistiti da un consiglio di wazir o ministri. Notizie riguardo ai regnanti più antichi sono incerte, essendo disponibili e definite le prime date dal 1750 in poi.
| Regno                              | Mir di Hunza                                                      |
| ---------------------------------- | ----------------------------------------------------------------- |
| Date incerte                       | Salim Khan II                                                     |
| Date incerte                       | Shah Sultan Khan                                                  |
| 1710 - data incerte                | Shahbaz Khan                                                      |
| Date incerte                       | Shahbeg Khan                                                      |
| ~1750 - 1790                       | Shah Kisro Khan                                                   |
| 1790                               | Mirza Khan                                                        |
| 1790 - 1825                        | Salim Khan III                                                    |
| 1825 - 1863                        | Ghazanfur Khan                                                    |
| 1863 - 1886                        | Mohammad Ghazan Khan I                                            |
| 1886 - Dec 1891                    | Safdar Ali Khan                                                   |
| 15 settembre 1892 - 22 luglio 1938 | Mohammad Nazim Khan K.C. I.E                                      |
| 22 luglio 1938 - 1945              | Mohammad Ghazan Khan II                                           |
| ? 1945 - 25 settembre 1974         | Mohammad Jamal Khan                                               |
| 25 settembre 1974 -                | Stato di Hunza disciolto da Z.A. Bhutto (primo ministro pakistano |

## Geografia
La valle dello Hunza è situata ad un'altitudine di 2.438 metri. La precedente capitale Baltit si trova a 2477 metri s.l.m.
Per molti secoli, lo Hunza ha fornito il più rapido accesso a Swat e Gandhāra alle persone che viaggiavano a piedi. La strada era impraticabile per gli animali da trasporto; soltanto portatori umani potevano attraversarla, e comunque soltanto con il permesso dei locali.
Lo Hunza era facilmente difesa dato che le strade o meglio i viottoli per accedervi erano di solito larghi meno di mezzo metro. I sentieri di alta montagna spesso percorrevano desolati strapiombi e pericolosi crepacci, costantemente esposti al danno provocato dalle intemperie e dalla caduta massi. Questi erano i più temibili "passaggi sospesi" riferiti dagli antichi racconti cinesi che terrorizzavano tutti, compresi molti famosi monaci buddisti cinesi.
L'ultimo regnante indipendente fu il mir Safdar Khan, che governò dal 1886 al dicembre del 1891 - fino alla conquista britannica nel dicembre del 1891. Il suo fratello minore, mir Mohammad Nazim Khan venne insediato dai britannici e dal maharaja (raja) di Kashmir nel settembre del 1892.
Non si sa esattamente come i kanjutis iniziassero a coltivare la valle di Raskam. Il fiume è noto per il suo nome scintillante di Zafarshan, il disseminatore d'oro. Secondo le tradizioni kanjuti, riportate da McMahon, l'ottavo antenato, il mir Shah Salim Khan perseguitò i predoni nomadi kirghisi fino a Tash Khurghan sconfiggendoli. “Per celebrare questa vittoria, Shah Salim Khan eresse un tumulo di pietre a Dafdar e spedì come trofeo la testa di un kirghiso ai cinesi includendovi un messaggio in cui affermava che l'estensione del territorio hunza arrivava fino al Dafdar”. I kanjutis era già i possessori effettivi del Raskam e nessuna questione venne sollevata a questo riguardo. Le rivendicazioni del mir andavano ben oltre un mero diritto di coltivazione. Egli “asseriva che venissero costruite delle fortezze dal popolo hunza, senza nessuna obiezione o interferenza da parte dei cinesi, a Dafdar, Qurghan, Ujadhbhai, Azar sul fiume Yarkand e in tre o quattro altri luoghi situati nella zona di Raskam.”
McMahon fu capace grosso modo in prima istanza di definire i limiti territoriali di Kanjut. “I confini di Taghdumbash, Khunjerab e Raskam, come dichiarati dai kanjuti, sono i seguenti: lo spatiacque settentrionale del Taghdumbash Pamir dal Passo di Wakhijrui attraverso la vetta di Baiyik fino a Dafdar, attraverso il fiume fino al Zankan nullah; dunque attraverso Mazar e oltre la catena fino a Urok, un punto situato sul fiume Yarkand tra Sibjaida e Itakturuk. Da qui la linea di confine corre lungo lo spartiacque settentrionale della valle di Raskam fino alla confluenza dei fiumi Bazar Dara e Yarkand. Da questo luogo poi verso sud, dalle montagne al fiume Mustagh, lasciando l'Aghil Dewan e il Passo di Aghil entro i confini territoriali di Hunza.
Le informazioni date da McMahon furono sostanzialmente avvalorate ancor più nel 1898 dal capitano H.P.P. Deasy che rinunciò a un incarico per dedicarsi all'esplorazione trans-himalayana. Un elemento di particolare interesse era la descrizione fatta da Deasy riguardo ai confini di Raskam. Partendo da Aghil Dewan o passando, attraverso la catena montuosa del Karakoram, la linea divisoria correva a nord-est fino a Bazar Dara, dove veniva a incontrare il fiume Yarkand. Egli vi trovò un avamposto costruito con terra a Bazar Dara, sormontato dalla bandiera cinese, (dal 1898 i cinesi per la prima volta nella storia si introdussero nell'area meridionale dei monti Kuen Lun) con alcuni kirghizi disarmati che vi lavoravano. Ciò ovviamente veniva inteso come un marcatore del confine cinese. Da lì la linea di frontiera corre “lungo lo spartiacque settentrionale della valle di Raskam fino a Dafdar nel Taghdumbash Pamir, a nord dei mulini situati in quel luogo, e da qui alla cima del Baiyik. Deasy venne inoltre a chiarire l'evidenza di ciò che potrebbe aver rappresentato la sola occupazione dei kanjuti. A sud di Azgar “molte rovine di case, vecchi canali di irrigazione e campi adesso non più utilizzati, testimoniavano che Raskam fosse stata precedentemente abitata e coltivata”. Chiunque abbia familiarità con la cura con cui i kanjuti coltivavano ogni loro striscia disponibile, non avrebbero nessuna esitazione a considerare questo una prova di una loro lunga permanenza e attività. I resti non sarebbero potuti essere stati attribuiti ai kirghisi; essi erano poco familiari con quella tecnologia più progredita. "Sette località nel Raskam venivano incluse. Azgar e Ursur sulla riva destra, e cinque altre su quella sinistra, che si trovavano sul Mustagh-Karakoram (Kukbash, Kirajilga, Ophrang, Uroklok e Oitughrak), e si estendevano da Sarakamish, a nord del passo di Kunjerab fino a Bazar Dara, a nord del passo di Arghil, comprendente un'area di circa 3000 acri”.
I cinesi completarono la riconquista della regione del Turkistan orientale nel 1878. Prima che la perdessero nel 1863, la loro autorità effettiva, mantenuta regolarmente da Ney Elias e marito di Young, non si era mai estesa a sud dei loro avamposti di Sanju e Kilian lungo i piedi delle catene montuose di Kuenlun. Nemmeno si sa di una loro presenza a sud della linea degli avamposti nei dodici anni immediatamente seguenti al loro ritorno. Ney Elias che era stato commissario aggiunto a Ladakh per diversi anni annotava il 21 settembre del 1889 che aveva incontrato i cinesi nel 1879 e 1880 quando visitò Kashgar. "Essi mi dissero che consideravano la loro linea di ‘chatze’, come la loro frontiera – ovvero Kugiar, Kilian, Sanju, Kiria, ecc.- e che non avevano nulla a che spartire con ciò che giaceva oltre le montagne" vale a dire la catena montuosa del Kuen Lun nel Kashmir settentrionale.
Nel 1927, il governo indiano, secondo quando veniva riportato dal Times, il 6 marzo 1963 “reputò insostenibile la rivendicazione del mir di Kashmir riguardo al fatto che i suoi domini dovessero passare a nord dello spartiacque settentrionale delle montagne del Kuenlun”.

## Demografia
La maggior parte del popolo hunza sono mussulmani ismailiti. Le lingue locali sono il burushaski, wakhi e shina, sebbene siano comprese ampiamente anche l'urdu e l'inglese.